# Чиста љубав
Чиста љубав (хрв. Čista ljubav) је хрватска теленовела, снимана током 2017. и 2018. године.
У Србији је серија премијерно емитована током 2017. и 2018. на телевизији Прва, а потом 2018. и на Прва ворлд и Прва макс.

## Радња
У центру приче је самохрани отац Томо, кога је супруга Хелена напустила и отишла у иностранство те га је оставила са заједничком кћерком Машом. Томина жена Хелена се тешко носила с немаштином и недаћама које су их задесиле и кривила је Тому што није био мудрији. Како би помогла породици, отишла је да ради у Немачку, чистити стан богатом мушкарцу. Недуго након што је отишла, јавила је Томи да се заљубила у шефа и да се не враћа. Тако Томо остаје сам с петогодишњом кћерком коју обожава. Након тога, Томо се повлачи од свега, вратио се кући, брине за кћер и ради посао којег би се многи стидели али он га ради с поносом.
Тому је јако одредило одрастање у сиротишту поред малог места. Након што му родитељи настрадају у фаталној аутомобилској несрећи, Томо одлази у дом, заједно са својом старијом сестром Бранком. Тамо затичу Томиног вршњака Ранка, који је као новорођенче остављен пред вратима дома, непознатих родитеља. Ранко и Томо су били пријатељи у сиротишту до кључног момента када је између њих дошло до раскола (Ранко мисли да је због Томе завршио у поправном дому што није истина, а Томо није имао прилике да му објасни истину).
Највећу подршку у животу му пружају брижна сестра Бранка и најбогатија жена из места Едита — стара пријатељица његових покојних родитеља. Едита је била млада, у браку са старијим мужем, а Томин и Бранкин отац згодан, мужеван и слаткоречив. Едити је он био љубав живота, а уједно и највећа бол. Остала је трудна с Томиним оцем и родила Ранка којег је њен љубоморни муж дао у дом, рекавши Едити да јој је син мртав. Тако Ранко одраста у уверењу да нема породицу, ни не слутећи заправо колико је близу своје праве породице.
У Томин живот убрзо улази Соња, васпитачица у вртићу, у коју се он заљубљује, али ни она није равнодушна. Њихов судбински сусрет се догоди у кабини, након што Соња пронађе Машу како лута сама по возу. Обе се свиде једна другој на први поглед. Томо и Соња се одмах сукобљавају – њему није јасно шта ради с његовом кћерком док Соња мисли да је он неодговоран отац јер ју је пустио да сама лута около. Поновни сусрет Томе и Соње дешава се када Соња изгуби веренички прстен који је Томо пронашао и вратио јој. Соња је верена за Ранка, предузетника и моћног власника казина АС, иако се и даље двоуми око удадбе за њега. Соња ни не слути какав је Ранко заправо, док пред њом глуми искреног, поштеног и верног мушкарца, иза себе вешто прикрива своје криминалне радње, а и, у последње време све теже, агресивну нарав. Соња ни не сумња да се Ранко и Томо познају од пре, али јој је чудно кад Ранко отера Тому с прага кад Томо дође да врати веренички прстен Соњи.
Ранко поред Соње има љубавницу Сњежану која се за њега временом везала и искрено заљубила. Но, Ранко је потпуно хладан према Сњежани и његов је циљ оженити се Соњом.
Соња има болесну мајку Јасну, која је често због болести и деменције промењивог расположења и помало депресивна. Соња поред мајке Јасне има и млађег брата Владу, те оца Милана који је Ранков књиговођа. Цела породица врши притисак на Соњу да се уда за Ранка, свако из својих разлога. Међутим, њено срце припада Томи...

## Ликови
- Томо Витез (Иван Херцег / Јанко Поповић Воларић) — Тому је јако одредило одрастање у сиротишту поред малог места. Он и старија сестра Бранка након фаталне аутомобилске несреће рано остају без родитеља и завршавају у Дому. Томо тада има 6 година, а Бранка 10 година. Тамо затичу Томиног вршњака Ранка, који је као новорођенче остављен пред вратима Дома. Ранко и Томо су били пријатељи у сиротишту до кључног момента када је између њих дошло до раскола (Ранко мисли да је због Томе завршио у поправном дому што није истина, а Томо није имао прилике да му објасни). Након што га је оставила жена, Томо са кћерком Машом одлази у мало место, где упознаје Соњу, своју будућу љубав.

- Ранко Новак (Момчило Оташевић) — За разлику од Томе, Ранко у дому није имао никога осим срамоте, зависти и горчине. Одрастајући сам у тешким временима, одмалена је показивао снажну вољу и високу интелигенцију. Уз помоћ пословне партнерке и љубавнице Сњежане ствара пословно царство. Предузетник, локални моћник и власник казина, који је донедавно био место сумњивих радњи су само део његовог "царства". Ранко је пред женидбом са Соњом. Жели купити највећу и најлепшу кућу у крају — кућу удовице Едите, не слутећи да му је то заправо мајка.

- Соња Лончар (Тара Росандић) — Соња је била натпросечно, бистро и одлучно дете са намерама и шансама да освоји свет. Најпре је на њен живот утицао губитак очевог посла, затим мајчина болест и брига за млађег брата. Ранкова је вереница и васпитачица у локалном вртићу. Убрзо схвата да је са Ранком само зато што осећа обавезу, а да њено срце припада Томи.

- Сњежана Мамић (Нивес Целзијус) — Сњежана себе представља као успешну пословну жену, док је заправо водила Ранков бордел. Након низа година проституције, Сњежана упознаје Ранка и види прилику да изађе из тог круга. Међутим, временом како је посао растао, тако је и њена љубав према Ранку расла. Огорчена је због тога што Ранко воли Соњу.

- Едита Лесковар (Ксенија Пајић) — Све док Томо није дошао код ње да живи, она се борила са тешком празнином. Планирала је да прода кућу Ранку, али када се Томо вратио она одлучује да не продаје ништа. Међутим, Томина сестра не подноси Едиту. Едита је била млада, у браку са пуно старијим мужем, а Томин и Бранкин отац, згодан и мужеван. Едити је он био највећа љубав, али и највећа бол.

## Улоге
| Глумац:                           | Улога:                   |
| --------------------------------- | ------------------------ |
| Иван Херцег Јанко Поповић Воларић | Томо Витез               |
| Момчило Оташевић                  | Ранко Новак              |
| Тара Росандић                     | Соња Лончар              |
| Нивес Целзијус                    | Сњежана "Снеки" Мамић    |
| Ксенија Пајић                     | Едита Лесковар           |
| Мартина Стјепановић               | Гордана "Гога" Бишкуп    |
| Олга Пакаловић                    | Бранка Витез             |
| Дора Арар                         | Марија "Маша" Витез      |
| Сања Вејновић                     | Јасна Лончар             |
| Саша Аночић                       | Милан Лончар             |
| Марко Петрић                      | Владо Лончар             |
| Семента Рајхард                   | Емина Табаковић          |
| Младен Вулић                      | Марио "Рус" Акрап        |
| Љубомир Керекеш                   | Зденко "Професор" Мајдак |
| Крунослав Клабучар                | Стјепан "Штеф" Барић     |
| Чила Барат Бастаић                | Дина Барић               |
| Дадо Ћосић                        | Блаженко "Блаж" Балог    |
| Мартина Чвек                      | Хелена Витез             |
| Филип Јуричић                     | Маркус Пашалић           |
| Санди Ценов                       | Ловре Павић              |
| Александар Цвјетковић             | Мирослав Лесковар †      |
| Армин Омеровић                    | Хрвоје Булић             |
| Лана Гојак                        | млада Едита Лесковар     |
| Славко Собин                      | Дамир Витез              |
| Сара Мосер                        | Марија Витез             |
| Асја Јовановић                    | Блаженка Балог           |
| Сара Дувњак                       | Асја Табаковић           |
| Дражен Микулић                    | начелник Гргић           |
| Велибор Топић                     | Доминик Орешковић        |
| Јасна Билушић                     | Ивана Гулић              |
| Сања Марин                        | Катарина Кларић          |
| Ивона Кундерт                     | Сара                     |
| Висерка Ипша                      | Вера Кумрић              |
| Мирјана Синожић                   | Нада Табаковић           |
| Ивица Пуцар                       | Гордан Лалић             |
| Јадранка Елезовић                 | Милица                   |
| Зијад Грачић                      | Ерцеговић                |